# Pjotr Iwanowitsch Bagration

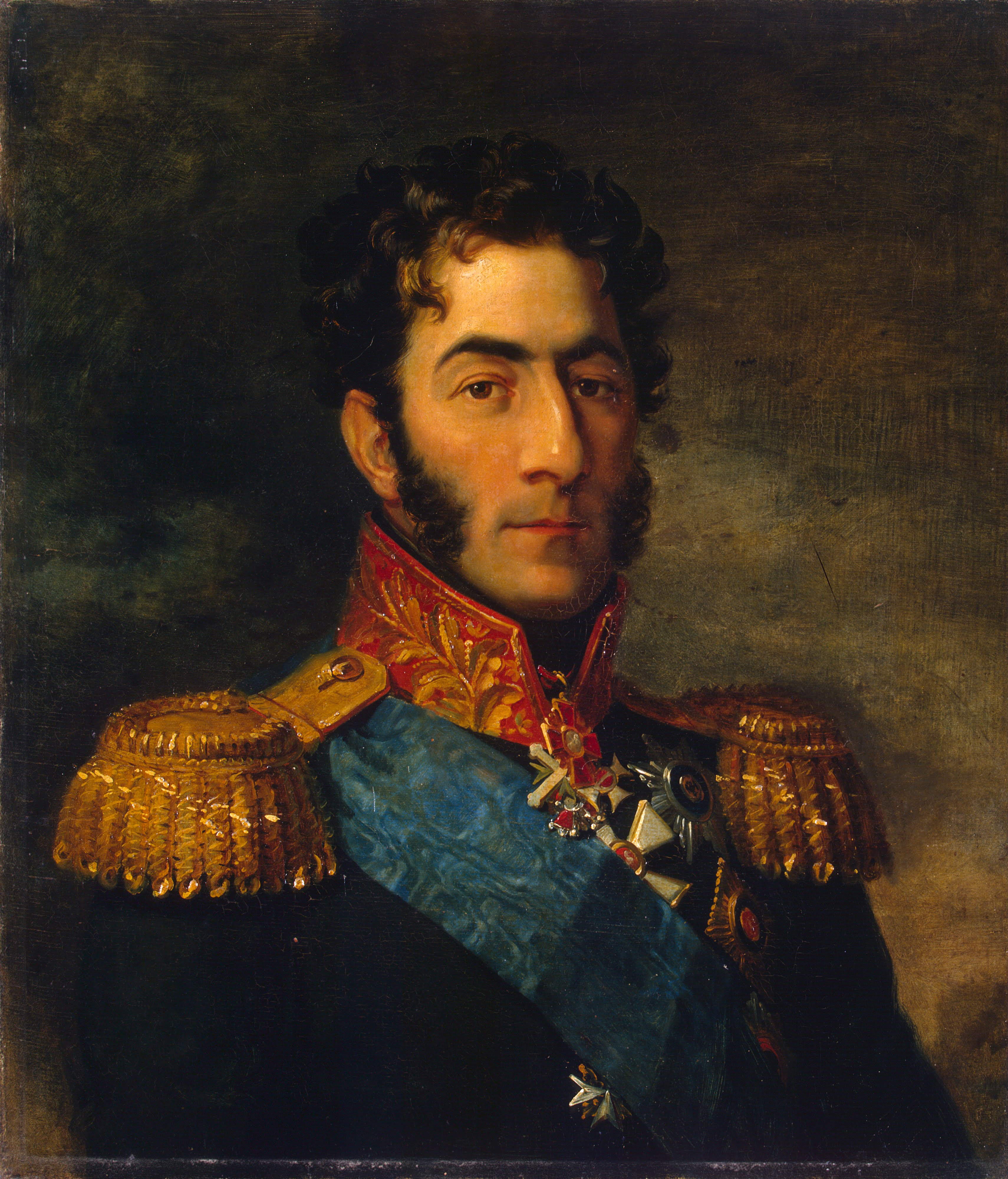
Pjotr Iwanowitsch Bagration

Pjotr Iwanowitsch Bagration (georgisch პეტრე ივანეს ძე ბაგრატიონი/ Petre Iwanes dse Bagrationi; russisch Пётр Иванович Багратион; wissenschaftliche Transliteration Pëtr Ivanovič Bagration, * 1765 in Georgien; † 12. Septemberjul. / 24. September 1812greg. in Sima, Oblast Wladimir) war ein Fürst aus der königlichen Dynastie der georgischen Bagratiden. Er war ein Feldherr der russischen Armee.

## Leben
Bagrations Vater war der georgische Fürst Oberst Iwan Aleksandrowitsch Bagration. Sein Neffe Pjotr Romanowitsch Bagration war ebenfalls ein russischer Armeegeneral.
Bagration trat 1782 in russische Dienste, machte zuerst den Türkenkrieg 1787 bis 1791, dann unter Suworow die polnischen Feldzüge 1792 und 1794 sowie 1799 den in Italien mit, wo er die Siege bei Lecco (26. April) und bei Cassano d’Adda (27. April) über Jean-Victor Moreau entschied und sich an der Trebbia (17., 18. und 19. Juni) auszeichnete, sodass Suworow ihn seinen rechten Arm nannte. Während der Schlacht im Muotatal säuberte er als Kommandierender der russischen Vorhut den Pragelpass von den Franzosen und ermöglichte dadurch den Durchbruch der Suworow-Armee ins Klöntal.

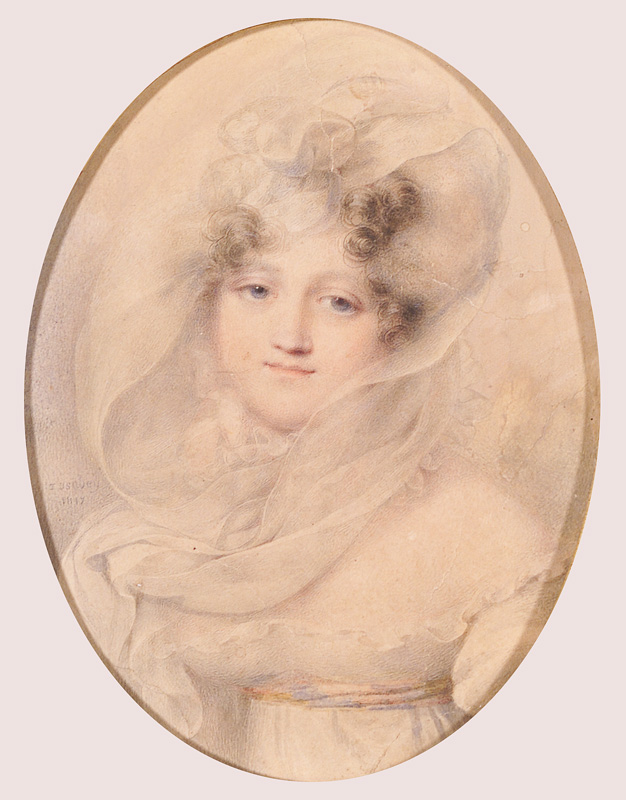
Jean-Baptiste Isabey: Katharina Bagration-Skawronskaja, 1817

In den Jahren 1800–05 war Bagration mit Katharina Gräfin Skawronskaja, väterlicherseits Großnichte der Kaiserin Katharina I., mütterlicherseits von Grigori Alexandrowitsch Potjomkin, verheiratet. Die Ehe wurde wegen Untreue der Gattin geschieden, die eine Liebesaffäre mit dem österreichischen Diplomaten Klemens Wenzel Lothar von Metternich hatte.
Im Dritten Koalitionskrieg hielt er am 16. November 1805 mit 6.000 Mann die 30.000 Mann Lannes’ und Murats bei Hollabrunn so lange auf, dass Feldmarschall Kutusow unterdessen Znaim erreichen konnte. Nach der Schlacht bei Austerlitz deckte er den Rückzug der Russen.
Im Vierten Koalitionskrieg 1806 und 1807 focht er als General der Vorhut unter Bennigsen bei Preußisch Eylau, Heilsberg und Friedland. Für seine Verdienste verlieh ihm König Friedrich Wilhelm III. von Preußen im Juni 1807 den Schwarzen Adlerorden. Im Russisch-Schwedischen Krieg entriss er am 17. Mai 1809 dem schwedischen General Döbeln Åland. Im Russisch-Türkischen Krieg (1806–1812) befehligte er im Fürstentum Moldau. Er schlug den osmanischen Befehlshaber Chosrew Pascha am 16. September 1809 bei Rassowat, eroberte Matschin, Hirsowa, Ismail und Braila, belagerte aber die Festung Silistra vergeblich, verlor die Schlacht bei Tartariza (3. November) und wurde 1810 durch Nikolai Michailowitsch Kamenski abgelöst. Nach dessen Tod im Jahr 1811 übernahm Bagration wieder ein Kommando.
1812 führte er die zweite Westarmee bei Slonim. Als Napoleon Barclay de Tolly bei Hrodna angriff, erzwang Bagration durch einen kühnen Marsch die Vereinigung mit der ersten Westarmee bei Smolensk; doch war seine Eifersucht auf Barclay dem Gang der Operationen des Öfteren hinderlich. Unter Kutusow kommandierte er den linken Flügel in der Schlacht von Borodino und wurde bereits am frühen Morgen durch einen Steckschuss im Schienbein schwer verletzt. Nach einer Infektion starb er an dieser Wunde. Die russischen Soldaten nannten ihn auch „Bogration“ (dt. Er ist der Gott des Heers).
Bagrations Leichnam wurde 1839 von Sima nach Borodino überführt und in der großen Schanze beigesetzt. Unter Stalin wurde sein Grab 1932 von Kommunisten zerstört und erst 1987 restauriert.

## Namenspatron
Stalin benannte im Sommer 1944 eine Großoffensive der Roten Armee mit dem Ziel der Eroberung Minsks nach Pjotr Iwanowitsch Bagration und gab ihr den Decknamen Operation Bagration. Nach 1945 wurde die Stadt Preußisch Eylau im russischen Teil von Ostpreußen in Bagrationowsk umbenannt, ebenso der im Südosten der Oblast Kaliningrad gelegene Ort Bagrationowo (vor 1946 Wiecken, bis 1938 Wikischken). Der Asteroid des mittleren Hauptgürtels (3127) Bagration ist nach ihm benannt.